# Złudzenie Delboeufa

Złudzenie Delboeufa – czarny okrąg z lewej wydaje się być mniejszy niż prawy

Złudzenie Delboeufa – złudzenie optyczne opisane w 1865 r. przez Josepha Delboeufa, zgodnie z którym wśród dwóch okręgów o jednakowej średnicy wpisanych w większe okręgi, większy wydaje się ten okrąg, który otoczony jest przez okrąg o mniejszej średnicy. Iluzja ta występuje nie tylko w przypadku okręgów, ale także innych figur geometrycznych.
Złudzenie Delboeufa ma praktyczne zastosowanie w dietetyce, gdyż udowodniono, że ludzie mają skłonność do nakładania sobie mniejszych porcji na talerze o mniejszej średnicy i większych porcji na talerze o większej średnicy.